# Jury Duty
Jury Duty (bra: Na Mira do Júri; prt: Um Jurado Louco) é uma série de televisão de reality show norte-americana criada por Lee Eisenberg e Gene Stupnitsky. Estrelada por James Marsden e Ronald Gladden, a obra foi lançada em 7 de abril de 2023, no Freevee. Em 2023, recebeu indicações aos Prêmios Emmy do Primetime de 2023 nas categorias de Melhor Série de Comédia e Melhor Ator Coadjuvante em Série de Comédia, com a atuação do criador James Marsden.
O Prime Video lança a série, no Brasil, em 8 de setembro de 2023.

## Enredo
A série narra o funcionamento interno de um julgamento com júri nos Estados Unidos através dos olhos do jurado Ronald Gladden, um empreiteiro do ramo de energia solar de San Diego, que não sabe que sua convocação para o júri não foi oficial e que todos no tribunal, exceto ele, são atores. Tudo o que acontece, dentro e fora do tribunal, é de maneira planejado.

## Elenco

### Jurados
- Ronald Gladden como ele mesmo, sendo o único jurado que não sabe que todo o caso é falso
- James Marsden como ele mesmo, retratando uma paródia de si mesmo como um jurado alternativo
- Mekki Leeper como Noah Price, um motorista de carona que perde as férias com a namorada devido ao júri
- Edy Modica como Jeannie Abruzzo, uma jurada promíscua que tem atração por Noah
- Ishmel Sahid como Lonnie Coleman, um substituto que assume o lugar de Tim quando ele se machuca
- David Brown como Todd Gregory, um inventor desajeitado
- Cassandra Blair como Vanessa Jenkins
- Maria Russell como Inez De Leon, um jurado que tem ambições de ser o porta-voz do júri
- Kirk Fox como Pat McCurdy
- Susan Berger como Barbara Goldstein, uma jurada que dorme durante o julgamento
- Ross Kimball como Ross Kubiak, um professor com problemas conjugais
- Pramode Kumar como Ravi Chattapodhyay
- Ron Song como Ken Hyun, proprietário de uma empresa de máquinas de doces
- Brandon Loeser como Tim Smith, um jurado que se machuca e é liberado do julgamento

### Outros
Alan Barinholtz como o juiz Alan Rosen
- Rashida Olayiwola como Nikki Wilder, o oficial de justiça
- Whitney Rice como Jacquiline Hilgrove, a rica proprietária da empresa Cinnamon and Sparrow
- Ben Seaward como Trevor Morris, o réu, funcionário da Cinnamon and Sparrow, acusado de prejudicar a corporação
- Trisha LaFache como Debra LaSeur, advogada
- Evan Williams como Shaun Sanders, advogado de defesa de Trevor
- Kerry O'Neill como Christine Sugalski, oficial de justiça que se torna amiga dos jurados e ajuda Noah a vasculhar o Instagram de sua namorada

## Episódios
| N.º | Título                   | Diretor        | Roteirista                      | Exibição original   |
| --- | ------------------------ | -------------- | ------------------------------- | ------------------- |
| 1   | "Voir Dire"              | Jake Szymanski | Tanner Bean & Katrina Mathewson | 7 de abril de 2023  |
| 2   | "Opening Arguments"      | Jake Szymanski | Ese Shaw                        | 7 de abril de 2023  |
| 3   | "Foreperson"             | Jake Szymanski | Marcos Gonzalez                 | 7 de abril de 2023  |
| 4   | "Field Trip"             | Jake Szymanski | Andrew Weinberg                 | 7 de abril de 2023  |
| 5   | "Ineffective Assistance" | Jake Szymanski | Mekki Leeper                    | 14 de abril de 2023 |
| 6   | "Closing Arguments"      | Jake Szymanski | Kerry O'Neill                   | 14 de abril de 2023 |
| 7   | "Deliberations"          | Jake Szymanski | Evan Williams                   | 21 de abril de 2023 |
| 8   | "The Verdict"            | Jake Szymanski | —                               | 21 de abril de 2023 |

## Produção
Em 15 de setembro de 2022, foi divulgado que uma série de comédia semi-improvisada no estilo documental, estrelada por James Marsden e um grupo de atores promissores com experiência em improvisação, foi filmada secretamente para a Amazon Studios. A filmagem de 17 dias ocorreu em um tribunal ao sul de Los Angeles. De acordo com o produtor executivo Todd Schulman, Jury Duty começou como uma tentativa de fazer uma sitcom espelhada em The Office sobre um julgamento, com uma pessoa real no centro da produção que não sabia estar cercada por atores. Curiosamente, os criadores Lee Eisenberg e Gene Stupnitsky haviam trabalhado anteriormente como roteiristas e produtores de The Office.
A fim de encontrar um pessoas sem experiência em atuação para o papel principal do programa, os criadores da obra fizeram um anúncio no Craigslist. Na série, Marsden estrela como uma versão alternativa de si mesmo, ao lado de outros atores, incluindo Alan Barinholtz, Susan Berger, Cassandra Blair e Rashida Olayiwola. Cody Heller atua como showrunner e produtor executivo, e Jake Szymanski como diretor. A série também é produzida por David Bernad, Lee Eisenberg, Ruben Fleischer, Nicholas Hatton, Stupnitsky, Szymanski e Andrew Weinberg.

## Lançamento
Os primeiros quatro episódios da série foram lançados no Freevee, da Amazon, em 7 de abril de 2023; o quinto e o sexto episódio foram lançados posteriormente em 14 de abril. Os dois episódios finais foram lançados em 21 de abril de 2023.

## Recepção
No agregador de avaliações Rotten Tomatoes, a série conta com um índice de aprovação de 75% e uma classificação média de 6,5 de 10 pontos, com base em 24 críticas especializadas. "Embora esta comédia de tribunal não seja tão tediosa quanto o serviço de júri — em grande parte graças a James Marsden — o veredito ainda não decidiu se o seu estilo vale a pena", afirma o consenso. No Metacritic, a série tem uma média de 51 de 100 pontos, com base em 7 críticas, indicando uma recepção "mista ou mediana.
Rendy Jones, do RogerEbert.com, adjetivou a série de "uma comédia sólida no local de trabalho, que conta uma história de senso de comunidade ressonante, revelando que não se trata apenas de servir aos outros neste mundo, mas com quem você está a servir". Charles Bramesco, do The Guardian, deu à série uma pontuação de 2 de 5 estrelas, afirmando: "Com a mente de um programa de pegadinhas de câmeras escondidas, o coração de uma sitcom e o corpo de um documentário true crime, esta nova comédia cria uma estranha quimera de gêneros."